# ノボリハウツー
ノボリハウツーは日本の競走馬。中央競馬で障害競走馬として阪神ジャンプステークス2着の実績を残したほか、2007年に阪神競馬場から脱走したことでニュースとなった。

## 戦績
2003年に競走馬としてデビュー。平地競走では3勝を挙げるにとどまり、2005年秋に障害競走馬に転向した。しかし障害競走でも初勝利までに5戦を要するなど振るわず、いったんは平地競走に復帰し2戦して1勝を挙げる。その後ふたたび障害競走に戻ると一転して安定した成績を残すようになり、コウエイトライが勝利した小倉サマージャンプでは6着に敗れたが、再戦となった小倉障害オープンでコウエイトライに勝利、続く障害オープンも連勝し、阪神ジャンプステークスでは1番人気で出走した。
レースではコウエイトライが逃げ、ノボリハウツーはマークしながら2、3番手。直線ではラージヒルジャンプとともにコウエイトライに並びかけ、一旦はコウエイトライをかわしたが、再び差し返され、従来のレコードをコンマ3秒更新するレコード決着でコウエイトライからクビ差の2着に敗れた。2ヶ月後の京都ハイジャンプでは障害入り5戦全勝のスプリングゲントに続く2番人気に支持され、レースでは逃げるスプリングゲントに前半からプレッシャーを与えつつ2番手を進んだが、終盤からタニノエタニティに番手を譲ると徐々に後退し、最終的には5着という結果になった。

## 脱走事件
2007年2月24日に出走した阪神競馬場の障害競走（オープンクラス）の最中、本馬に騎乗していた船曳文士を含む騎手2名が落馬した。
カラ馬となった本馬は放馬し、落馬した騎手を収容する救急車のために開かれたゲートを通り、厩舎地区を抜けて競馬場の業務用通用門から県道に飛び出した。その後500メートルほど走ったところ、競馬場へ向かうために付近を通りかかった松元省一調教師と稲葉的海調教助手らによって捕獲された。
競走馬が競馬場から一般道へ逃げた事例は、日本中央競馬会としては1964年4月に東京競馬場でサッポロホマレが場外へ逃げ出して以来となる珍事であった。逃走中に通行人や自動車への接触は起こらず、怪我人はなく、ノボリハウツー自身も無傷であった。一方で船曳は落馬により鎖骨などを骨折しており重傷、別に落馬した石山繁は脳挫傷により意識不明の重体となった。

## 最期
脱走事件の2週間後、ノボリハウツーは阪神スプリングジャンプに出走する。しかしここでも落馬転倒し、左第1指関節亜脱臼を発症。予後不良と診断され、安楽死の措置が執られた。

## 血統表
| ノボリハウツーの血統（サンデーサイレンス系 / Halo3×4=18.75%、Northern Dancer4×5=9.38%、Raise a Native5×4=9.38%） | ノボリハウツーの血統（サンデーサイレンス系 / Halo3×4=18.75%、Northern Dancer4×5=9.38%、Raise a Native5×4=9.38%） | ノボリハウツーの血統（サンデーサイレンス系 / Halo3×4=18.75%、Northern Dancer4×5=9.38%、Raise a Native5×4=9.38%） | （血統表の出典）   | （血統表の出典） |
| 父 ダンスインザダーク 1993 鹿毛 日本                                                                             | 父の父*サンデーサイレンス Sunday Silence 1986 青鹿毛 アメリカ                                                    | Halo | Hail to Reason     | Hail to Reason   |
| 父 ダンスインザダーク 1993 鹿毛 日本                                                                             | 父の父*サンデーサイレンス Sunday Silence 1986 青鹿毛 アメリカ                                                    | Halo | Cosmah             |                  |
| 父 ダンスインザダーク 1993 鹿毛 日本                                                                             | 父の父*サンデーサイレンス Sunday Silence 1986 青鹿毛 アメリカ                                                    | Wishing Well | Understanding      | Understanding    |
| 父 ダンスインザダーク 1993 鹿毛 日本                                                                             | 父の父*サンデーサイレンス Sunday Silence 1986 青鹿毛 アメリカ                                                    | Wishing Well | Mountain Flower    |                  |
| 父 ダンスインザダーク 1993 鹿毛 日本                                                                             | 父の母*ダンシングキイ Dancing Key 1983 鹿毛 アメリカ                                                             | Nijinsky | Northern Dancer    | Northern Dancer  |
| 父 ダンスインザダーク 1993 鹿毛 日本                                                                             | 父の母*ダンシングキイ Dancing Key 1983 鹿毛 アメリカ                                                             | Nijinsky | Flaming Page       |                  |
| 父 ダンスインザダーク 1993 鹿毛 日本                                                                             | 父の母*ダンシングキイ Dancing Key 1983 鹿毛 アメリカ                                                             | Key Partner | Key to the Mint    | Key to the Mint  |
| 父 ダンスインザダーク 1993 鹿毛 日本                                                                             | 父の母*ダンシングキイ Dancing Key 1983 鹿毛 アメリカ                                                             | Key Partner | Native Partner     |                  |
| 母 ミントエンジェル 1996 栗毛 日本                                                                               | 母の父Machiavellian 1987 黒鹿毛 アメリカ                                                                         | Mr. Prospector                                                                                                   | Raise a Native     | Raise a Native   |
| 母 ミントエンジェル 1996 栗毛 日本                                                                               | 母の父Machiavellian 1987 黒鹿毛 アメリカ                                                                         | Mr. Prospector                                                                                                   | Gold Digger        |                  |
| 母 ミントエンジェル 1996 栗毛 日本                                                                               | 母の父Machiavellian 1987 黒鹿毛 アメリカ                                                                         | Coup de Folie | Halo               | Halo             |
| 母 ミントエンジェル 1996 栗毛 日本                                                                               | 母の父Machiavellian 1987 黒鹿毛 アメリカ                                                                         | Coup de Folie | Raise the Standard |                  |
| 母 ミントエンジェル 1996 栗毛 日本                                                                               | 母の母*フロムビヨンド From Beyond 1991 栗毛 イギリス                                                             | Kris | Sharpen Up         | Sharpen Up       |
| 母 ミントエンジェル 1996 栗毛 日本                                                                               | 母の母*フロムビヨンド From Beyond 1991 栗毛 イギリス                                                             | Kris | Doubly Sure        |                  |
| 母 ミントエンジェル 1996 栗毛 日本                                                                               | 母の母*フロムビヨンド From Beyond 1991 栗毛 イギリス                                                             | Magic of Life | Seattle Slew       | Seattle Slew     |
| 母 ミントエンジェル 1996 栗毛 日本                                                                               | 母の母*フロムビヨンド From Beyond 1991 栗毛 イギリス                                                             | Magic of Life | Larida F-No.4-m    |                  |

父については同馬の項を参照のこと。母は中央競馬で3戦して未勝利。その弟妹に阪神ジャンプステークス優勝馬アズマビヨンド、クイーンカップ優勝馬チューニーがいる。